# دورة الألعاب للأندية العربية للسيدات 2018
دورة الألعاب للأندية العربية للسيدات 2018 هي النسخة الرابعة من دورة الألعاب للأندية العربية للسيدات التي استضافتها إمارة الشارقة بالإمارات العربية المتحدة خلال الفترة من 2 فبراير 2018 وحتى 12 فبراير 2018.

## المشاركات
انطلقت فعاليات النسخة الرابعة من دورة الألعاب للأندية العربية للسيدات، والتي نظمتها مؤسسة الشارقة لرياضة المرأة واستضافها نادي الشارقة الرياضي للمرأة، في 2 فبراير (شباط) 2018 بمشاركة أكثر من 1000 لاعبة يمثلن 68 فريقًا رياضيًّا من 16 دولة عربية هي ليبيا والجزائر والكويت وفلسطين والعراق والسودان واليمن وسلطنة عمان وقطر والبحرين ولبنان وتونس ومصر والأردن والصومال والإمارات العربية المتحدة في تسع رياضات جماعية وفردية هي الكرة الطائرة وكرة الطاولة وكرة السلة والرماية، والقوس والسهم والمبارزة وألعاب القوى والفروسية والكاراتيه.

### الفرق المُشاركة
| اللعبة        | الفرق المشاركة                     | الدولة                   |
| ------------- | ---------------------------------- | ------------------------ |
| كرة السلة     | فريق نادي سبورتنغ                  | مصر                      |
| كرة السلة     | فريق جدة يونايتد                   | المملكة العربية السعودية |
| كرة السلة     | فريق نادي الفحيص                   | الأردن                   |
| كرة السلة     | فريق نادي الشارقة الرياضي للمرأة   | الإمارات العربية المتحدة |
| كرة السلة     | فريق نادي مواهب البحرين            | البحرين                  |
| كرة السلة     | فريق نادي الفتاة                   | الكويت                   |
| كرة السلة     | فريق نادي مقديشيو                  | الصومال                  |
| الكرة الطائرة | نادي صحار                          | سلطنة عمان               |
| الكرة الطائرة | فريق نادي الشارقة الرياضي للمرأة   | الإمارات العربية المتحدة |
| الكرة الطائرة | نادي الوصل                         | الإمارات العربية المتحدة |
| ألعاب القوى   | فريق نادي جامعة الأميرة نورة       | المملكة العربية السعودية |
| ألعاب القوى   | نادي أكاديمية الاستقلال            | فلسطين                   |
| ألعاب القوى   | فريق نادي الشارقة الرياضي للمرأة   | الإمارات العربية المتحدة |
| ألعاب القوى   | الاتحاد الرياضي النسائي            | الأردن                   |
| ألعاب القوى   | نادي البسيتين                      | البحرين                  |
| ألعاب القوى   | نادي رياضات القوى العُماني          | سلطنة عمان               |
| كرة الطاولة   | نادي جدة الأخضر                    | المملكة العربية السعودية |
| كرة الطاولة   | نادي البحرين لكرة الطاولة          | البحرين                  |
| كرة الطاولة   | فريق نادي الشارقة الرياضي للمرأة   | الإمارات العربية المتحدة |
| كرة الطاولة   | الاتحاد الرياضي النسائي            | الأردن                   |
| المبارزة      | فريق نادي أكاديمية الاتحاد السعودي | المملكة العربية السعودية |
| المبارزة      | فريق نادي الشارقة الرياضي للمرأة   | الإمارات العربية المتحدة |
| المبارزة      | نادي بني ياس                       | الإمارات العربية المتحدة |
| المبارزة      | نادي سبورتنغ المصري                | مصر                      |
| المبارزة      | نادي الحالة البحريني               | البحرين                  |
| المبارزة      | نادي مولودية الجزائر               | الجزائر                  |
| الرماية       | نادي قريات                         | سلطنة عمان               |
| الرماية       | نادي البحرين للرماية               | البحرين                  |
| الرماية       | فريق نادي الشارقة الرياضي للمرأة   | الإمارات العربية المتحدة |
| الفروسية      | نادي القدس الرياضي                 | فلسطين                   |
| الفروسية      | فريق نادي الشارقة الرياضي للمرأة   | الإمارات العربية المتحدة |
| الفروسية      | نادي الأردن                        | الأردن                   |
| الفروسية      | نادى الفروسية الإماراتى            | الإمارات العربية المتحدة |
| الفروسية      | نادي الحصان العربي                 | مصر                      |
| القوس والسهم  | نادي العين الرياضي                 | الإمارات العربية المتحدة |
| القوس والسهم  | نادي البحرين للقوس والسهم          | البحرين                  |
| القوس والسهم  | فريق نادي الشارقة الرياضي للمرأة   | الإمارات العربية المتحدة |
| الكاراتيه     | فريق نادي الصالة الحيوي            | المملكة العربية السعودية |
| الكاراتيه     | الاتحاد الرياضي النسائي            | الأردن                   |
| الكاراتيه     | نادي النصر الإماراتي               | الإمارات العربية المتحدة |
| الكاراتيه     | نادي أكاديمية البحرين              | البحرين                  |
| الكاراتيه     | فريق نادي الشارقة الرياضي للمرأة   | الإمارات العربية المتحدة |
| الكاراتيه     | نادي بيت المقدس                    | فلسطين                   |

## الملاعب
أقيمت فعاليات دورة الألعاب للأندية العربية للسيدات لعام 2018 على ثمانية ملاعب في إمارة الشارقة، حيث استضافت صالة كلية التقنية العليا منافسات كرة الطاولة، بينما استضافت المرافق الرياضية التابعة لمؤسسة سجايا فتيات الشارقة منافسات المبارزة، على حين استضاف نادي الثقة للمعاقين مسابقات ألعاب القوى وتحديات القوس والسهم، كما استضاف نادي الشارقة للفروسية منافسات الفروسية، واستضاف نادي الشارقة الرياضي بالحزانة منافسات الكاراتيه، بينما استضافت الصالات الرياضية التابعة لمؤسسة الشارقة لرياضة المرأة ونادي الشارقة الرياضي في سمنان منافسات كرة السلة كما استضافت صالات المؤسسة أيضًا إلى جانب صالة نادي الذيد الرياضي منافسات كرة الطائرة والرماية.

## الميداليات والنتائج
احتلت لاعبات البحرين صدارة هذه النسخة من دورة الألعاب للأندية العربية للسيدات بعدما استطعن حصد أكبر عدد من الميداليات في الألعاب المختلفة خلال البطولة، والذي بلغ 28 ميدالية ملونة منها 12 ميدالية ذهبية و7 مداليات فضية و9 ميداليات برونزية، واحتلت لاعبات مصر المركز الثاني من حيث عدد الميداليات برصيد 9 ميداليات ذهبية، على حين حلت الجزائر في المرتبة الثالثة برصيد 7 ميداليات ذهبية.

### الألعاب الجماعية

#### كرة السلة
حصلت اللاعبتان المصريتان رنا نبيل ومنة الله محمد لاعبتا فريق نادي سبورتنغ المصري على لقب هدافة البطولة في كرة السلة، كما اختيرت اللاعبة الإماراتية كريمة كريم لاعبة نادي الشارقة الرياضي للمرأة كأحسن لاعبة ارتكاز في البطولة، واختيرت اللاعبة المصرية ثريا محمد لاعبة فريق نادي سبورتنغ المصري كأحسن صانعة ألعاب، على حين اختيرت اللاعبة الأردنية روبي هنري لاعبة فريق نادي الفحيص الأردني كأحسن لاعبة جناح في البطولة، وأختيرت اللاعبة المصرية منة الله محمد لاعبة فريق نادي سبورتنغ المصري كأحسن لاعبة خلال البطولة. ويوضح الجدول التالي الأندية التي احتلت المراكز الأولى في منافسات كرة السلة خلال هذه النسخة من البطولة:
| المركز الأول        | المركز الثاني       | المركز الثالث |
| نادي سبورتنغ المصري | نادي الفحيص الأردني |               |

### الألعاب الفردية

#### الرماية
يوضح الجدول التالي أسماء اللاعبات اللاتي حققن المراكز الأولى في منافسات الرماية خلال هذه النسخة من البطولة:
| المسابقة                      | المركز الأول         | المركز الثاني       | المركز الثالث | المركز الرابع               |
| منافسات الفرق                 | نادي البحرين للرمانة | نادي الكويت للرماية | نادي قريات    | نادي الشارقة الرياضي للمرأة |
| مسابقة البندقية لمسافة 10 متر | مريم الرزوقي         | مروة العميرى        | سهام الحصارى  |                             |

#### المبارزة
يوضح الجدول التالي أسماء اللاعبات اللاتي حققن المراكز الأولى في منافسات المبارزة خلال هذه النسخة من البطولة:
| المسابقة                    | المركز الأول                | المركز الثاني               | المركز الثالث              |
| سلاح إيبيه - منافسات الفرق  | نادي سبورتنغ المصري         | نادي الشارقة الرياضي للمرأة | فريق نادي الحالة           |
| سلاح إيبيه - منافسات الفرق  | نادي سبورتنغ المصري         | نادي الشارقة الرياضي للمرأة | نادي مولودية الجزائر       |
| سلاح فلوريه - منافسات الفرق | نادي الشارقة الرياضي للمرأة | فريق نادي الحالة            | فريق نادي أكاديمية الاتحاد |
| سلاح فلوريه - منافسات الفرق | نادي الشارقة الرياضي للمرأة | فريق نادي الحالة            | نادى بنى ياس               |

#### القوس والسهم
يوضح الجدول التالي أسماء اللاعبات اللاتي حققن المراكز الأولى في منافسات القوس والسهم خلال هذه النسخة من البطولة:
| المسابقات                     | المركز الأول                             | المركز الثاني               | المركز الثالث |
| القوس المحدب - منافسات الفرق  | نادي البحرين                             | نادي الشارقة الرياضي للمرأة |               |
| القوس المحدب - منافسات الفردي | سمية منصور (نادي الشارقة الرياضي للمرأة) | سارة مرزوقي (نادي البحرين)  |               |

#### الفروسية
يوضح الجدول التالي أسماء اللاعبات اللاتي حققن المراكز الأولى في منافسات الفروسية خلال هذه النسخة من البطولة:
| المسابقات      | المركز الأول | المركز الثاني                    | المركز الثالث                                | المركز الرابع |
| منافسات الفرق  | نادي الأردن  | نادي الشارقة الرياضي للمرأة      | نادي الفروسية الإماراتى                      | نادي مصر      |
| منافسات الفردي | فرح مصطفى    | سارة قرموطى (نادى الحصان العربى) | إيمان الموهيرى (نادي الشارقة الرياضي للمرأة) |               |